# Sierra de los Marrabios
Sierra de los Marrabios o cordillera de los Marrabios, también llamada "cordillera de los Maribios" es una formación montañosa de unos 60 km de largo en los departamentos de León y Chinandega en el oeste de Nicaragua. 
Esta sierra de formación geológica reciente y formada por un conjunto de conos volcánicos, algunos en actividad, se encuentra en el extremo norte de la cordillera Volcánica. 
La sierra comienza en el volcán Cosigüina, actualmente inactivo. 
Su cumbre más elevada es el volcán San Cristóbal, con sus 1745 m s. n. m. Otras montañas destacadas son: Momotombo 1258 m, Telica 1060 m, complejo volcánico El Hoyo-Las Pilas 983 m y Cerro Negro 450 m.
Los sutiabas actuales son descendientes de los antiguos Maribios, en cuyo honor se bautizó la mayor cordillera volcánica de Nicaragua.